# Adam Hodysz
Adam Bogdan Hodysz (ur. 21 października 1940) – funkcjonariusz Służby Bezpieczeństwa MSW (1964–1984), podpułkownik Urzędu Ochrony Państwa, dyrektor Delegatury UOP w Gdańsku w latach 1990–1992.

## Życiorys
Członek Polskiej Zjednoczonej Partii Robotniczej od 1965 do 1984 r. Absolwent studiów na kierunku matematyka w Wyższej Szkoły Pedagogicznej w Gdańsku. W kontrwywiadzie od 1 sierpnia 1964. W 1974 r. przeniesiony do Wydziału Śledczego KWMO w Gdańsku.
Od końca 1978 r. współpracował z opozycją demokratyczną – Wolnymi Związkami Zawodowymi Wybrzeża, a potem z NSZZ „Solidarność”, przekazując głównie za pośrednictwem Aleksandra Halla ważne informacje o rozpracowywaniu przez jego instytucję działaczy opozycji niepodległościowej. Dzięki jego informacjom udało się m.in. zdemaskować tajnego współpracownika SB MSW, Edwina Myszka, współzałożyciela WZZ Wybrzeża. 12 grudnia 1981, w przeddzień wprowadzenie stanu wojennego, przekazał Hallowi ostrzeżenie o możliwych aresztowaniach z zaleceniem ukrycia się. Za pośrednictwem Halla ostrzeżenie to dotarło do kilku członków Komisji Krajowej NSZZ „Solidarność”.
5 marca 1984 Adam Hodysz złożył podanie o zwolnienie ze służby. Aresztowany został 24 października tego samego roku, a po zatrzymaniu trafił do jednej celi z Grzegorzem Piotrowskim, kapitanem SB aresztowanym dzień wcześniej w związku z podejrzeniami o porwanie i zabójstwo księdza Jerzego Popiełuszki. Oskarżony funkcjonariusz odmówił składania wyjaśnień. Mimo braku dowodów skazany we wrześniu 1985 r. przez Sąd Okręgowy w Słupsku na 3 lata więzienia. Sąd Najwyższy podwyższył wyrok do 6 lat. Wyszedł na wolność 30 grudnia 1988, odbywając ponad 3 lata kary. Znalazł zatrudnienie w Spółdzielni Pracy Usług Wysokościowych „Gdańsk” kierowanej przez Macieja Płażyńskiego dającej pracę wielu opozycjonistom. W 1990 r. został zrehabilitowany.
W latach 1990–1992 pełnił funkcję dyrektora Delegatury Urzędu Ochrony Państwa w Gdańsku. W 1992 r. Delegatura UOP w Gdańsku pod jego kierownictwem, w związku z realizacją uchwały lustracyjnej Sejmu Rzeczypospolitej Polskiej z 28 maja 1992, przekazała ministrowi spraw wewnętrznych Antoniemu Macierewiczowi akta TW SB MSW ps. „Bolek” dotyczące urzędującego prezydenta RP Lecha Wałęsy. Po ujawnieniu tzw. listy Macierewicza, która spowodowała gwałtowne odwołanie Rady Ministrów Jana Olszewskiego w nocy z 4 na 5 czerwca 1992 (tzw. noc teczek), ppłk Adam Hodysz stracił stanowisko. Został odwołany przez Andrzeja Milczanowskiego, nowo powołanego ministra SW (zwierzchnika UOP), na wniosek prezydenta RP Lecha Wałęsy.
Po zmianie rządów funkcjonariusz Hodysz powrócił do służby w UOP. Pracował w Ministerstwie Spraw Wewnętrznych w Warszawie. W 2001 r. po przegraniu wyborów parlamentarnych przez AWS i powołaniu Rady Ministrów Leszka Millera oraz w związku z osiągnięciem wieku emerytalnego przeszedł w stan spoczynku w stopniu podpułkownika UOP.

## Odznaczenia
- Krzyż Komandorski Orderu Odrodzenia Polski (2009, za wybitne zasługi dla niepodległości Rzeczypospolitej Polskiej, za działalność na rzecz przemian demokratycznych, za osiągnięcia w podejmowanej z pożytkiem dla kraju pracy zawodowej i społecznej)[8][9][10].
- Krzyż Oficerski Orderu Odrodzenia Polski (1999, za wybitne zasługi w działalności na rzecz umacniania bezpieczeństwa wewnętrznego kraju)[11].
- Krzyż Wolności i Solidarności (2019, za zasługi w działalności na rzecz niepodległości i suwerenności Polski oraz respektowania praw człowieka w Polskiej Rzeczypospolitej Ludowej)[12].
- Srebrny Krzyż Zasługi (1997, za wzorowe, wyjątkowo sumienne wykonywanie obowiązków wynikających z pracy zawodowej)[13].